# Nattenheim

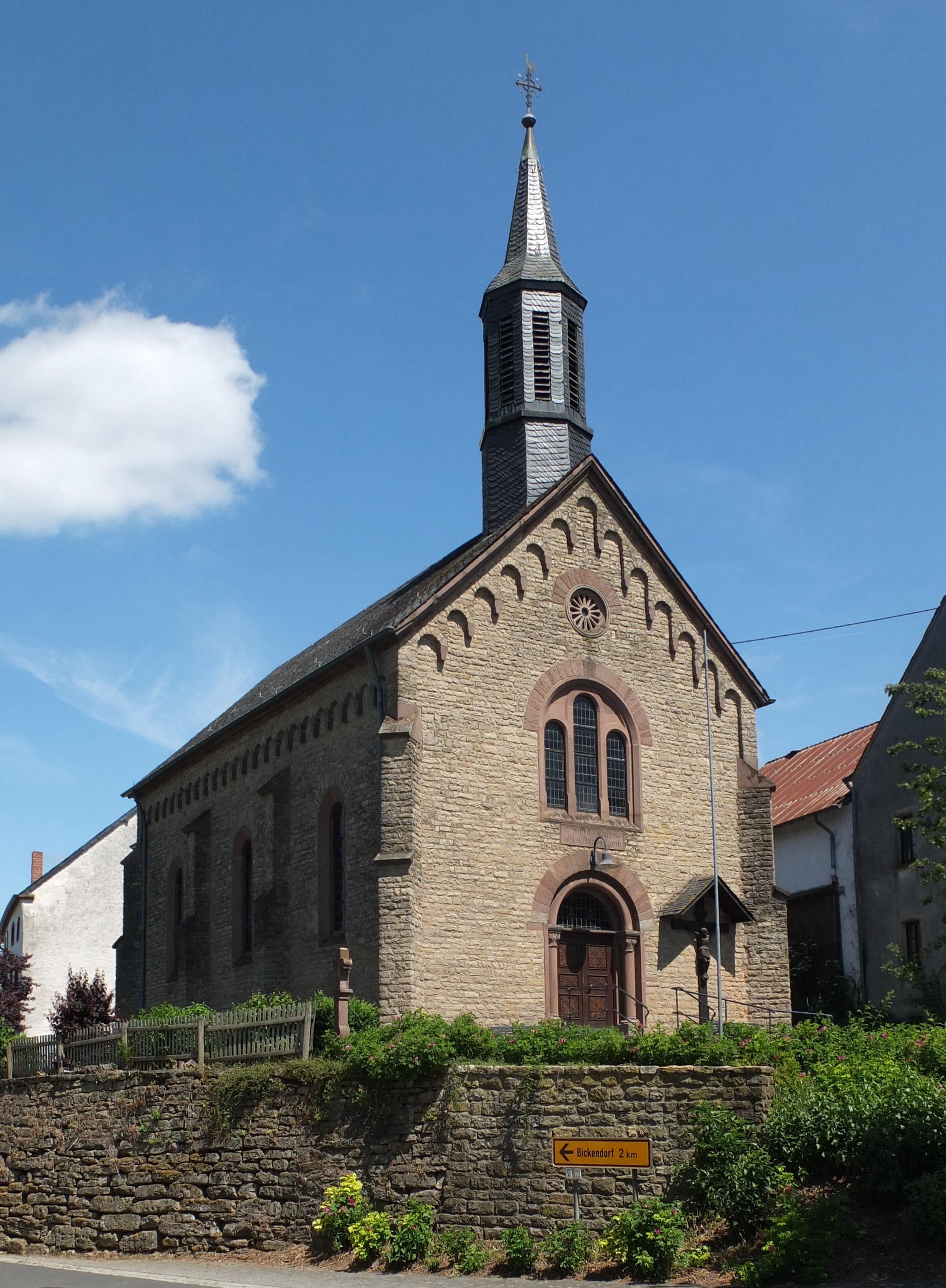
St. Hubertus

Nattenheim ist eine Ortsgemeinde im Eifelkreis Bitburg-Prüm in Rheinland-Pfalz. Sie gehört der Verbandsgemeinde Bitburger Land an.

## Geographie
Nattenheim liegt auf der zum Gutland gehörenden Bickendorfer Hochfläche. Zur Gemeinde gehören auch die Wohnplätze Gersthof, Nattenheimer Mühle, Hof Lösenberg und Mühlenhof.
Die größten Orte im Umfeld sind Bickendorf, Fließem und Rittersdorf. Die nächstgelegene Stadt ist die Kreisstadt Bitburg.

## Geschichte
Das Areal um Nattenheim war schon in der Frühzeit besiedelt, was durch den Fund mehrerer historischer Gräber nachgewiesen werden konnte. Zum einen fand man nördlich des Ortes ein fränkisches Gräberfeld mit reich ausgestatteten Gruben und zum anderen zwei römische Brandgräber südlich von Nattenheim.
1875 wurde westlich der Römerstraße Trier–Köln, im Bereich des zu Fließem gehörenden Weilers Nattenheimer Barriere, ein römischer Umgangstempel mit fragmentarischer Bauinschrift und Kalksteinstatuette gefunden. Zudem entdeckte man hier auch zwei römische Meilensteine von 121 bzw. 139 n. Chr.
Nattenheim wurde in einer Schenkungsurkunde von 759 als „Nathneim“ dem Kloster Echternach vermacht, später kam der Ort an die Abtei Prüm. Er zählte von der Teilung des Frankenreichs bis zur französischen Zeit zur Herrschaft Rittersdorf im Herzogtum Luxemburg. Im 16. Jahrhundert bestand in Nattenheim, nachweisbar von 1522 bis zur Verlagerung nach Bickendorf vor 1596, eine Poststation am Niederländischen Postkurs von Brüssel über Rheinhausen, Augsburg und Innsbruck nach Italien.
Die Inbesitznahme des Linken Rheinufers durch französische Revolutionstruppen beendete die alte Ordnung. Der Ort wurde von 1798 bis 1814 Teil der Französischen Republik (bis 1804) und anschließend des Französischen Kaiserreichs. Verwaltungstechnisch war er der Mairie Bickendorf im Arrondissement Bitbourg (Bitburg) des Departements der Wälder zugeordnet. Nach der Niederlage Napoleons kam Nattenheim aufgrund der 1815 auf dem Wiener Kongress getroffenen Vereinbarungen zum Königreich Preußen und gehörte nun zum Kreis Bitburg des Regierungsbezirks Trier, der 1822 Teil der neu gebildeten preußischen Rheinprovinz wurde. Aus der Mairie, der Nattenheim angehörte, wurde die Bürgermeisterei Bickendorf, die 1856 mit zwei weitere Bürgermeistereien zum Amt Bickendorf zusammengelegt wurde.
Als Folge des Ersten Weltkriegs war die gesamte Region dem französischen Abschnitt der Alliierten Rheinlandbesetzung zugeordnet. Nach dem Zweiten Weltkrieg wurde Nattenheim innerhalb der französischen Besatzungszone Teil des damals neu gebildeten Landes Rheinland-Pfalz. Das bis zu diesem Zeitpunkt bestehende Amt Bickendorf wurde 1970 im Zuge der rheinland-pfälzischen Gebietsreform Teil der Verbandsgemeinde Bitburg-Land, die wiederum zum 1. Juli 2014 in die Verbandsgemeinde Bitburger Land aufging.
Bevölkerungsentwicklung
Die Entwicklung der Einwohnerzahl von Nattenheim, die Werte von 1871 bis 1987 beruhen auf Volkszählungen:
| Jahr | Einwohner |
| ---- | --------- |
| 1815 | 234       |
| 1835 | 316       |
| 1871 | 362       |
| 1905 | 401       |
| 1939 | 450       |
| 1950 | 447       |
| 1961 | 431       |

| Jahr | Einwohner |
| ---- | --------- |
| 1970 | 431       |
| 1987 | 412       |
| 1997 | 479       |
| 2005 | 522       |
| 2011 | 541       |
| 2017 | 585       |
| 2023 | 598       |

## Politik

### Gemeinderat
Der Gemeinderat in Nattenheim besteht aus zwölf Ratsmitgliedern, die bei der Kommunalwahl am 9. Juni 2024 in einer Mehrheitswahl gewählt wurden, und dem ehrenamtlichen Ortsbürgermeister als Vorsitzendem.

### Bürgermeister
Klaus Dichter wurde am 24. Juni 2019 Ortsbürgermeister von Nattenheim. Bei der Direktwahl am 26. Mai 2019 war er mit einem Stimmenanteil von 79,93 % gewählt worden. Bei der Direktwahl am 9. Juni 2024 wurde er als einziger Bewerber mit 76,3 % für weitere fünf Jahre in seinem Amt bestätigt.
Sein Vorgänger Peter Billen hatte das Amt von 1989 bis 2019 ausgeübt.

### Wappen
| Wappen von Nattenheim | Blasonierung: „Geteilt in Silber und Rot, oben ein rotes Lilienkreuz, unten ein silbernes Jagdhorn.“ |
| Wappen von Nattenheim | Wappenbegründung: Das zweigeteilte Wappen zeigt im Schildhaupt ein rotes Lilienkreuz, entlehnt dem Wappen des Klosters Echternach, und im unteren Teil das Jagdhorn, Attribut des Ortspatrones Hubertus. |

## Kultur und Sehenswürdigkeiten

### Bauwerke
- Die neuromanische Kirche St. Hubertus wurde 1875 errichtet, sie ist ein Kalksteinquaderbau mit Sandsteinhauwerk vermutlich am Ort des 1570 erwähnten Vorgängerbaus, aus dem vermutlich auch ein Taufstein des 18. Jahrhunderts stammt.
- Zahlreiche Bauernhöfe und Wohnhäuser des 18. und 19. Jahrhunderts sind im Ort gut erhalten.
- Schnapsbrennerei Nattenheimer Mühle ⊙
- Über das Gemeindegebiet sind viele alte Flurkreuze verteilt; darunter auch das Nischenkreuz von 1681 bei Hauptstraße 9. ⊙

### Grünflächen und Naherholung
- Rad- und Wanderrouten um Nattenheim[19][20]

### Regelmäßige Veranstaltungen
- Jährliches Kirmes- bzw. Kirchweihfest
- Traditionelles Ratschen oder Klappern am Karfreitag und Karsamstag
- Hüttenbrennen am ersten Wochenende nach Aschermittwoch (sogenannter Scheef-Sonntag)[21][22]

## Sonstiges
Nattenheim ist als Hexendorf in der ganzen Westeifel bekannt; welche Grundlagen dieser Ruhm hat, ist allerdings unbekannt. Auffallend ist die Anzahl der Hexensagen aus Nattenheim.
Der Ort liegt an der alten Römerstraße Trier–Neuss.